# Goat – bäst i världen
Goat – bäst i världen (engelska: GOAT) är en kommande amerikansk animerad familje- och komedifilm som utspelar sig i sportmiljö med planerad premiär den 11 februari 2026. Den är regisserad av Tyree Dillihay och Adam Rosette efter ett manus skrivet av Aaron Buchsbaum och Teddy Riley.

## Handling
En beslutsam, liten get får chansen att gå med i ett elitlag i roarball – en farlig sport där djur tävlar på riskfyllda, ständigt skiftande banor. Tillsammans med sina mångsidiga lagkamrater måste han bevisa att han hör hemma i den hårda ligan.

## Rollista (i urval)
- Caleb McLaughlin - Will Harris
- Gabrielle Union - Jett Fillmore
- Nick Kroll - Modo Olachenko
- Nicola Coughlan - Olivia Burke
- David Harbour - Archie Everhardt
- Stephen Curry - Lenny Williamson
- Jenifer Lewis - Florence Everson
- Patton Oswalt - Dennis
- Jennifer Hudson
- Aaron Pierre
- Jelly Roll
- Ayesha Curry
- Andrew Santino
- Bobby Lee
- Sherry Cola